# سیارک ۲۰۰۲۴
سیارک ۲۰۰۲۴ (به انگلیسی: 20024 Mayremartinez، نامگذاری: 1992BT2) بیست هزار و بیست و چهارمین سیارک کشف شده‌است که در ۳۰ ژانویه ۱۹۹۲ کشف شد.
قدر مطلق سیارک برابر ۳۵٫۴ است.